# Jeanne Cherhal
Jeanne Cherhal (Nantes, 28 febbraio 1978) è una cantautrice francese.
Ha vinto nel 2005 il premio "Rivelazione dell'anno" nell'ambito dei Victoires de la musique.

## Discografia

### Album in studio
- 2002 – Jeanne Cherhal
- 2004 – Douze fois par an
- 2006 – L'eau
- 2010 – Charade
- 2014 – Histoire de J.
- 2019 – L'An 40
- 2025 – Jeanne